# Île du Havre aux Maisons

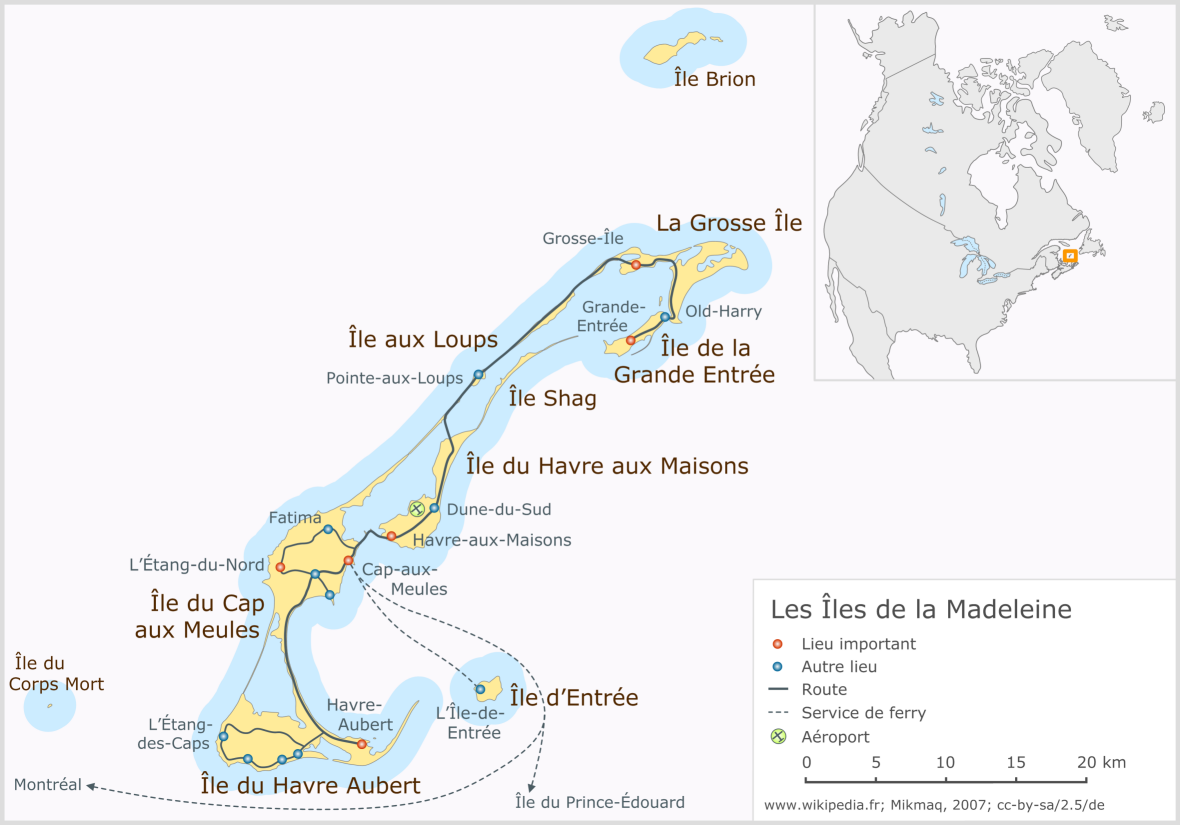
Karta över Îles de la Madeleine. Infällt: öarnas läge i Nordamerika.

Île du Havre aux Maisons är en ö i Kanada.   Den ligger i provinsen Québec, i den östra delen av landet, 1 100 km öster om huvudstaden Ottawa. Arean är 17,9 kvadratkilometer. Ön ligger i ögruppen Îles de la Madeleine.
Terrängen på Île du Havre aux Maisons är platt. Öns högsta punkt är 91 meter över havet. Den sträcker sig 9,8 kilometer i nord-sydlig riktning, och 6,8 kilometer i öst-västlig riktning.